# Escadron de chasse 4/2 Coq gaulois
L'escadron de chasse 4/2 Coq gaulois est une ancienne unité de combat de l'armée de l'air française ayant connu une très brève existence, entre le 1er octobre 1949 et le 1er avril 1950 au sein de la 2e escadre de chasse.

## Escadrilles
- SPA 48 Tête de coq (devenue deuxième escadrille de l'Escadron de transformation Mirage 2000D 2/7 Argonne depuis le 1er juin 2010)
- SPA 62 Coq de combat (depuis 1995, l'une des trois escadrilles de l'Escadron de chasse 1/3 Navarre)

## Bases
- BA102 Dijon

## Appareils
- De Havilland Vampire FB.5